# Camelia (nome)
Camelia  è un nome proprio di persona italiano femminile.

## Varianti in altre lingue
- Catalano: Camèlia[2]
- Inglese: Camellia[3]
- Polacco: Kamelia
- Rumeno: Camelia[4]
- Spagnolo: Camelia[2]
- Ungherese: Kamélia

## Origine e diffusione

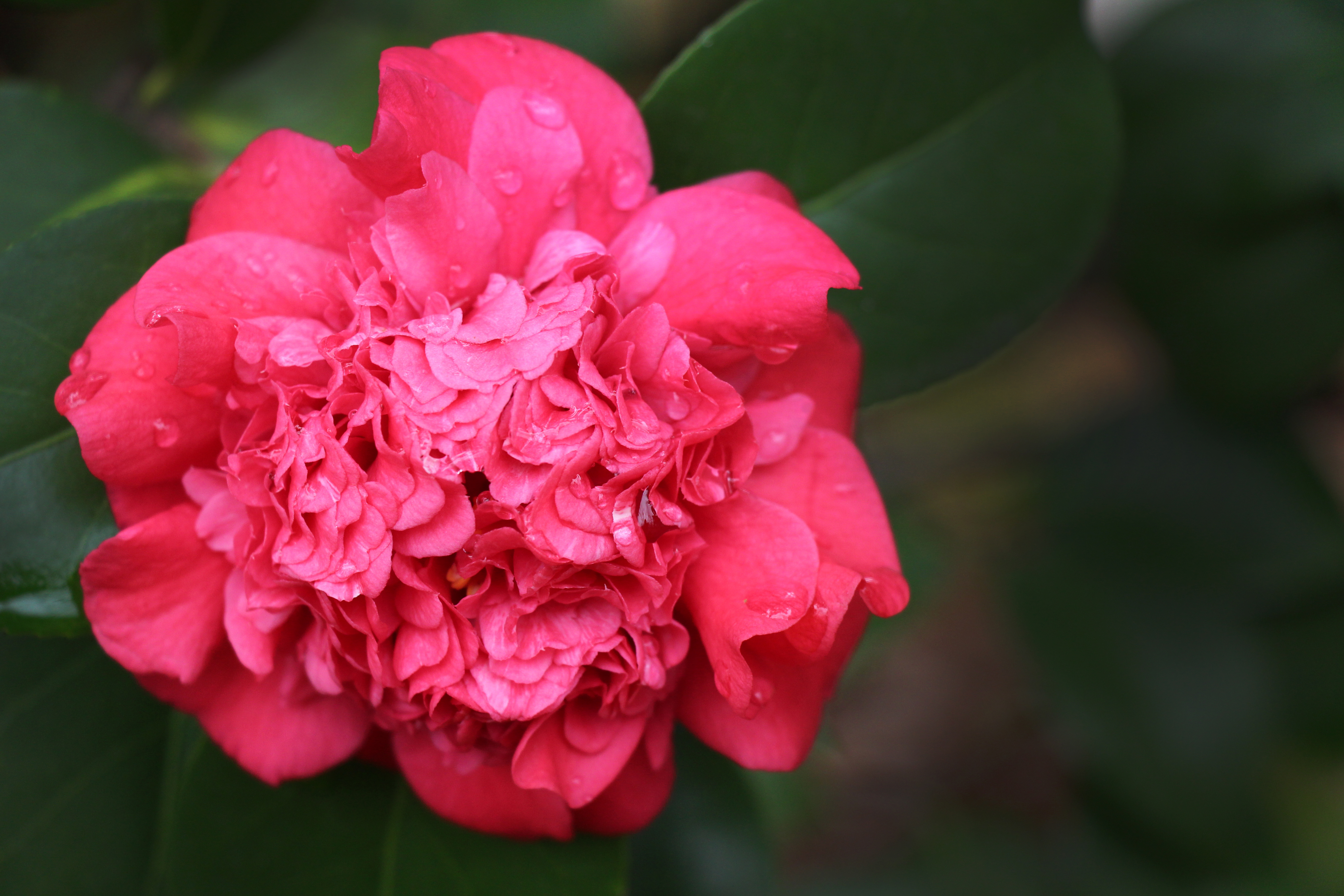
Un fiore di camelia

Riprende il fiore della camelia, che venne chiamata così da Linneo in onore del padre gesuita e botanico Georg Joseph Kamel (in latino Camellius), che fu il primo a portare tale pianta in Europa dal Giappone.
Fa quindi parte di quella serie di nomi con valore augurale-affettivo ispirati ai fiori, quali ad esempio Margherita, Iris, Rosa, Ortensia, Rhoda, Viorel, Albena e via dicendo.

## Onomastico
Il nome non ha santa patrona, ed è quindi adespota. L'onomastico ricorre pertanto il 1º novembre, giorno di Ognissanti.

## Persone

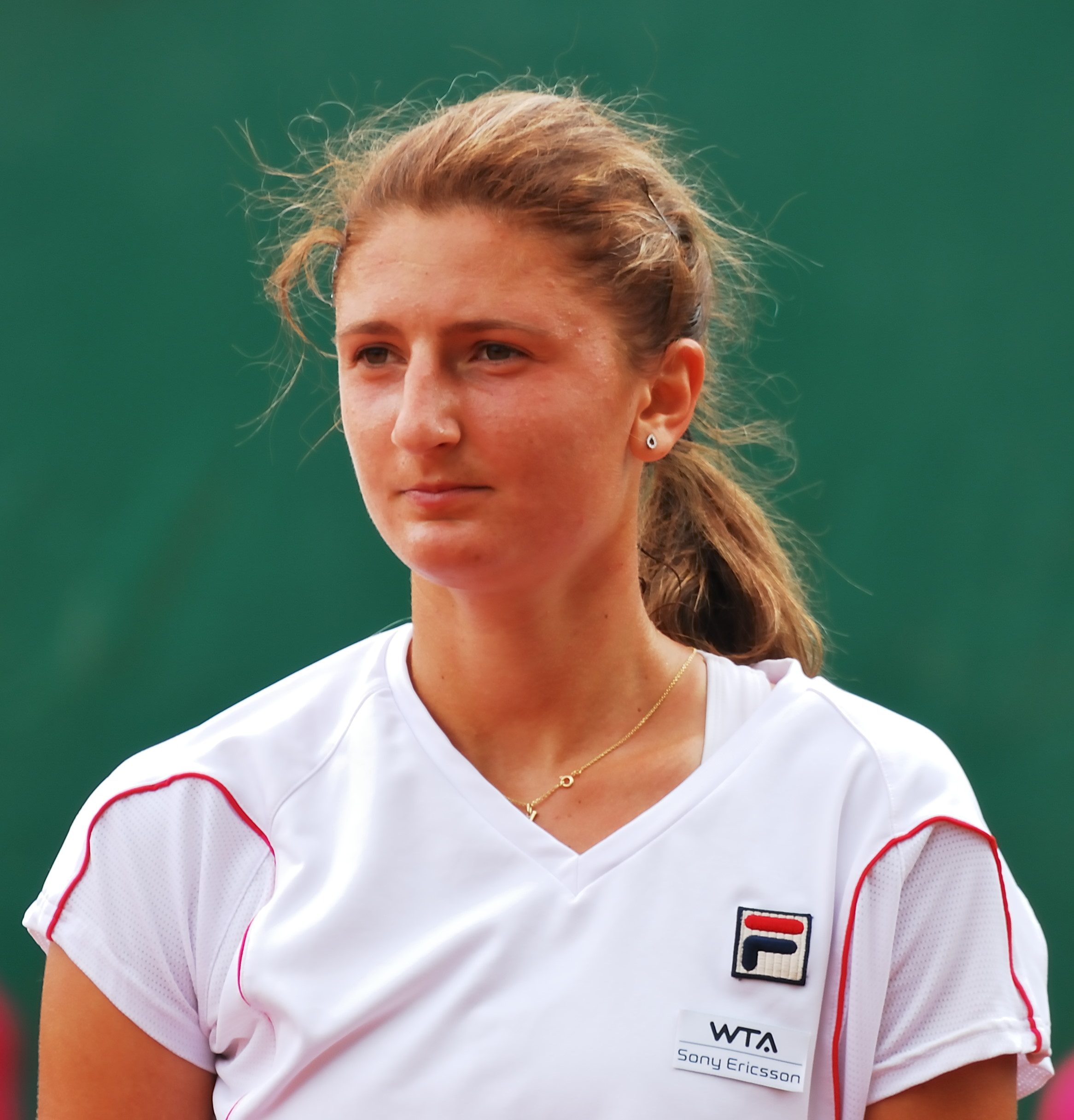
Irina-Camelia Begu

- Irina-Camelia Begu, tennista rumena
- Camelia Ceasar, calciatrice rumena
- Camelia Potec, nuotatrice rumena
- Kamelija Todorova, cantante bulgara

## Il nome nelle arti
- Camelia è un personaggio della serie Pokémon.